# Искань (Могилёвская область)
Иска́нь (бел. Іскань) — деревня в составе Обидовичского сельсовета Быховского района Могилёвской области Республики Беларусь.

## География
Располагается на одном из притоков Днепра, в 27 км юго-восточнее Быхова.

## Население
- 2010 год — 201 человек

## История
В 1913 году действовала школа. Во время Великой Отечественной войны в июле 1941 года у деревни с немецкими войсками вёл бой 519 стрелковый полк 5 стрелковой дивизии (102-я стрелковая дивизия). С 27 на 28 июля 1941 года Искань была захвачена немецкими войсками.
25 ноября 1943 года населённый пункт был освобождён.

## Достопримечательность
- Братская могила —  Историко-культурная ценность Республики Беларусь, шифр 513Д000231.